# کونوکسا
کونوکسا (به لاتین: Konoksa) یک منطقهٔ مسکونی در روسیه است که در استان آرخانگلسک واقع شده‌است.